# Боронин, Иван Константинович
Иван Константинович Боронин (1909 — 1944) — советский военный лётчик. Участник советско-финской и Великой Отечественной войн. Герой Советского Союза (1942). Майор.

## Биография
Родился 12 (по новому стилю — 25) сентября 1909 года на хуторе Титовский Филоновского юрта Хопёрского округа области Войска Донского Российской империи (ныне Алексеевского района Волгоградской области Российской Федерации) в крестьянской семье. После окончания пяти классов школы работал трактористом в совхозе. 7 ноября 1931 году был призван Ново-Анненским райвоенкоматом на службу в Рабоче-крестьянскую Красную Армию. В 1935 году окончил Роганьскую лётно-штурманскую школу. В 1938 году вступил в ВКП(б). Участвовал в советско-финской войне, был командиром бомбардировочного авиазвена. За отличие в Зимней войне Иван Константинович был награждён орденом Красной Звезды.
С августа 1941 года — на фронтах Великой Отечественной войны. Воевал на самолётах СБ и Пе-2. Участник операции «Согласие» в составе 366-го бомбардировочного авиационного полка. С октября 1941 года на Закавказском фронте. Участник Битвы за Кавказ. В июле 1942 года в районе станицы Тацинской Ростовской области Боронин, совершая разведывательный полёт, обнаружил группу немецких танков и подверг их бомбардировке, уничтожив около 10 из них. Возвращаясь на аэродром, самолёт Боронина был атакован группой истребителей. Сбив два из них, приземлил свой повреждённый самолёт на поле и покинул его. Через две минуты самолёт взорвался. В начале августа 1942 года группа «Пе-2» в сопровождении истребителей, пилотом одного из которых был Александр Покрышкин, вылетела на бомбардировку колонны немецких войск в районе Севастополя. Сбросив бомбы, большинство самолётов стали возвращаться на базу, однако Боронин искал более серьёзную цель. Обнаружив большое скопление танков и автомашин противника на дороге, подверг его бомбардировке, нанеся врагу урон больший, чем вся группа вместе взятая. 4 октября 1942 года два бомбардировщика, один из которых пилотировал Боронин, подвергли бомбардировке театр и гостиницу «Бристоль» в Пятигорске, где в тот момент происходило награждение большой группы немецких офицеров. В результате бомбардировки погибли более 150 солдат и офицеров противника, в том числе 6 генералов.
К сентябрю 1942 года майор Иван Боронин командовал эскадрильей 366-го бомбардировочного авиаполка 219-й бомбардировочной авиадивизии 4-й воздушной армии Закавказского фронта. К сентябрю 1942 года он совершил 156 боевых вылетов, 45 из которых — на разведку и 111 — на бомбардировки(Всего за годы войны совершил 250 боевых вылетов). Авиационной эскадрильей под командованием майора И. К. Боронина за период боевых действий с 10.10.1941 года по 22.09.1942 года уничтожено 133 танка, 1100 автомашин, 3800 солдат и офицеров, 27 бензозаправщиков, 8 складов с боеприпасами, 35 артиллерийских орудий, 25 железнодорожных вагонов, 2 паровоза, 17 самолётов противника.
Указом Президиума Верховного Совета СССР «О присвоении звания Героя Советского Союза начальствующего и рядового состава Красной Армии» от 13 декабря 1942 года за «образцовое выполнение боевых заданий командования на фронте борьбы с немецкими захватчиками и проявленные при этом отвагу и геройство» удостоен высокого звания Героя Советского Союза с вручением ордена Ленина и медали «Золотая Звезда» за номером 588.
Осенью 1942 года 366-й бомбардировочный авиационный полк был преобразован в 366-й отдельный разведывательный авиационный полк, который 24 января 1943 года вошёл в состав Северо-Кавказского фронта. В начале 1943 года совершил более 40 вылетов на разведку отходящих немецких войск, аэродромов, баз, портов и плавсредств противника. В октябре 1943 года он был назначен командиром 277-го бомбардировочного авиационного полка 132-й бомбардировочной авиационной дивизии, дислоцировавшегося в Краснодаре. На вооружении полка имелись американские бомбардировщики «Бостон», которые зачастую самовоспламенялись в воздухе, в результате чего погибли два экипажа. Причины этого установить не удавалось, но полёты продолжались. 12 марта 1944 года на одном из таких самолётов совершал учебный полёт экипаж в составе командира полка майора И. К. Боронина, воздушного стрелка старшего сержанта А. Н. Бессарабова и включённого в состав экипажа командира эскадрильи капитана П. И. Шепелева. Полёт выполнялся в целях проверки техники пилотирования самолётом капитана Шепелева, имевшего по болезни перерыв в полётах более двух месяцев. Во время полёта задымился левый двигатель. Экипаж взял курс на аэродром, но на высоте 150 метров двигатель загорелся. Машина, развернувшись на 90 градусов, стала резко заваливаться на левый бок. Пилоту удалось перевести самолёт в горизонтальную плоскость, но с высоты 5—10 метров «Бостон» рухнул плашмя на землю. Майор Боронин и старший сержант Бессарабов погибли. Капитан Шепелев с тяжёлыми травмами был отправлен в госпиталь.
Первоначально Ивана Константиновича похоронили рядом с аэродромом, с которого он выполнил свой последний полёт. Позднее был перезахоронен на Всесвятском кладбище в Краснодаре. В 1967 году перезахоронен на Славянское кладбище.

Могила гвардии майора Боронина И. К. в Краснодаре

## Награды
- Медаль «Золотая Звезда» (13.12.1942);
- два ордена Ленина (12.02.1942; 13.12.1942);
- орден Отечественной войны 1 степени (29.12.1943);
- орден Красной Звезды (20.05.1940);
- медали.

## Память
- Имя Героя Советского Союза И. К. Боронина носит школа на хуторе Титовский Волгоградской области.
- Именем Героя Советского Союза И. К. Боронина названы улицы в Краснодаре и на хуторе Титовский.
- Имя Героя Советского Союза И. К. Боронина было увековечено в Центральном музее Вооружённых Сил СССР.
- Навечно зачислен в списки 2 авиационной эскадрильи 164-го отдельного гвардейского разведывательного авиационного полка.

## Документы
- Общедоступный электронный банк документов «Подвиг Народа в Великой Отечественной войне 1941—1945 гг.» Архивировано 13 марта 2012 года.

Представление к званию Героя Советского Союза. Архивировано 16 мая 2013 года.
Указ Президиума Верховного Совета СССР о присвоении звания Героя Советского Союза. Архивировано 16 мая 2013 года.
Орден Отечественной войны 1-й степени (наградной лист и приказ о награждении). Архивировано 16 мая 2013 года.
- Обобщённый банк данных «Мемориал». Архивировано 10 мая 2012 года.

ЦАМО, ф. 20171, оп. 2, д. 17 (недоступная ссылка — история).
ЦАМО, ф. 33, оп. 11458, д. 603 (недоступная ссылка — история).
ЦАМО, ф. 33, оп. 11458, д. 231 (недоступная ссылка — история).
Учётная карточка захоронения 23-394 (недоступная ссылка — история).
Схема захоронения 23-394 (недоступная ссылка — история).
|  |